# Hockeria schulthessi
Hockeria schulthessi is een vliesvleugelig insect uit de familie bronswespen (Chalcididae). De wetenschappelijke naam is voor het eerst geldig gepubliceerd in 1935 door Ferrière.